# Augusta Taube
Augusta Carolina Lovisa Taube, född 4 december 1801 på Hovgården, Hovs socken, Östergötlands län, död 7 juni 1874 i Stockholm, var en svensk grevinna och målare.

## Biografi
Augusta Taube var dotter till kammarherren greve Christian August Vilhelm Louis Taube och Johanna Wilhelmina Lovisa Henrietta Pollet och från 1826 gift med landshövdingen Gustaf Erik Frölich. Taube var hovfröken hos kronprinsessan Josefina. Enligt Rudolf Gagges konstnärslista vid Nationalmuseum i Stockholm var hon även verksam som konstnär. 